# Tephrosia strigosa
Tephrosia strigosa är en ärtväxtart som först beskrevs av Nicol Alexander Dalzell, och fick sitt nu gällande namn av Hermenegild Santapau och Jai Kisahn Maheshwari. Tephrosia strigosa ingår i släktet Tephrosia och familjen ärtväxter. Inga underarter finns listade i Catalogue of Life.